# Heterixalus boettgeri
Heterixalus boettgeri (Mocquard, 1902) è una rana della famiglia Hyperoliidae, endemica del Madagascar.

## Descrizione
È una rana di taglia medio piccola che può raggiungere 22–25 mm di lunghezza nei maschi, 27–29 mm nelle femmine.
Il dorso è di colore uniformemente verdastro, con sfumature giallastre nei maschi. Il ventre ha una colorazione bianco crema mentre le estremità tendono all'arancio.

## Distribuzione e habitat
L'areale di questa specie è ristretto al Madagascar sud-orientale e meridionale.